# 德国咖喱香肠博物馆
52°30′32″N 13°23′28″E / 52.50889°N 13.39111°E
德国柏林咖喱香肠博物馆（德語：Deutsches Currywurst Museum Berlin）位于德国首都柏林东部米特区射手街(Schützenstraße)70号，是德国首家以咖喱香肠为主题的博物馆，但已經於2018年12月21日歇業

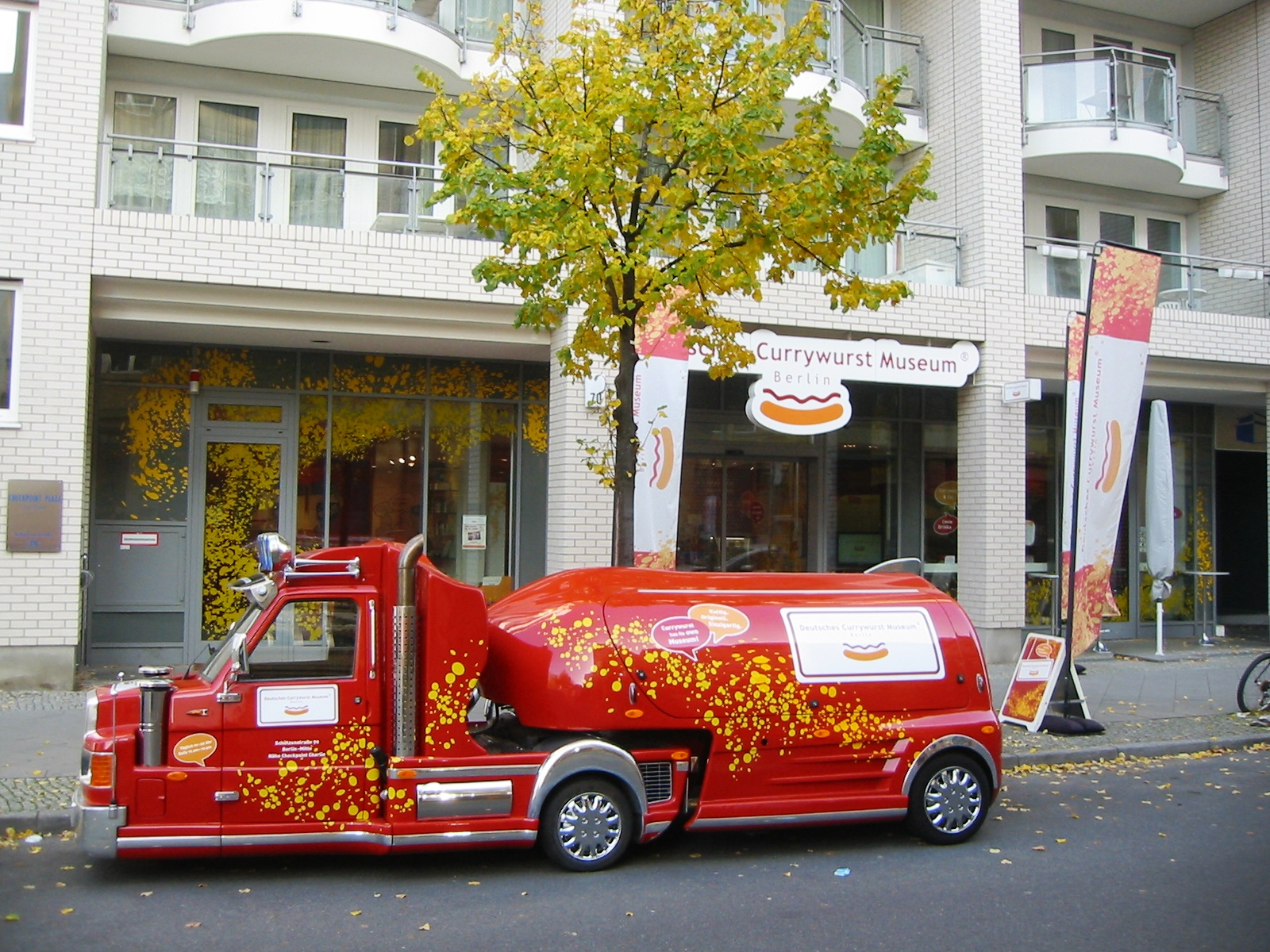
柏林咖喱香肠博物馆

## 历史
2009年8月15日，咖喱香肠博物馆正式开张，當時正逄咖喱香腸被發明60週年。博物馆的灵感来自发起者马丁·勒韦尔（Martin Löwer），他在参观了牙买加的一家山药博物馆后，决定建立一家藏展“德国独一无二的文化遗产——咖喱香肠”的博物馆。经过三年努力，马丁在二十位私人捐助下，筹集五百万欧元，建成了这间博物馆。

## 展览主题
博物馆常设展览分为五大主题：

### 小吃摊魔术和外卖店文化
参观者可以站在一个外卖小吃摊的模型里，从摊主的角度观看博物馆。在一幅柏林地图上，标注了柏林著名的咖喱香肠外卖店的位置，例如Curry 36和Konnopke's Imbiß。在另一幅世界地图上，则描绘了咖喱香肠在全世界的传播。

### 原料和作料
在一间调料室里，展示了搭配咖喱粉的各种外加香料，以及它们各自的起源。

### 生态和快餐
博物馆的后部展示了生产盛装咖喱香肠的硬纸盘的全过程。一根时间轴用一些实例展示了五千年来人类饮食习惯的变迁。

### 电影电视
这里放映出现了咖喱香肠的著名电视节目的选段，诸如《烤架旁的三个女人（Drei Damen vom Grill）》、《案发现场（Tatort）》等。另一个隔间里放映美国人Grace Lee制作的短片《最好的香肠（Best of the Wurst）》。

## 荣誉
- One Show设计奖：银铅笔奖。[4]

- Art Directors Club: 被嘉奖列入Art Directors Club“空间交流（Kommunikation im Raum）”和“环境设计（Environmental Design）”名目。[5]

- 德国设计师俱乐部（Deutscher Designer Club，DDC）：“2011年优秀设计”银奖。[6]

- iF国际论坛设计（iF工业论坛设计）奖：“iF交流设计奖（iF communication design award）”。[7]

## 链接
- 咖喱香肠博物馆（德文）（英文）
- 柏林市网站上的页面（德文）
- kauperts.de上的页面 （页面存档备份，存于）（德文）